# Wysoki Komitet Planowania Centralnego na Sytuacje Nadzwyczajnych Zagrożeń
Wysoki Komitet Planowania Centralnego na Sytuacje Nadzwyczajnych Zagrożeń (ang. Senior Civil Emergency Planning Committee – SCEPC) wchodzi w skład systemu planowania obrony cywilnej na sytuację zagrożeń (CEP) NATO.
Koordynuje on i wydaje wytyczne dla każdego z dziewięciu podległych mu komitetów i zarządów CEP:
- Zarząd planowania żeglugi oceanicznej (PBOS)
- Zarząd planowania europejskiego śródlądowego transportu wodnego (PBEIST)
- Komitet planowania lotnictwa cywilnego (CAPC)
- Komitet planowania ds. żywności i rolnictwa (FAPC)
- Komitet planowania przemysłowego (IPC)
- Komitet planowania ds. ropy naftowej (PPC)
- Wspólny komitet medyczny (JMC)
- Komitet planowania łączności cywilnej (CCPC)
- Komitet Ochrony Cywilnej (CPC)

Głównym ich celem jest stworzenie procedur, przyczyniających się do efektywnego użycia środków obrony cywilnej w celu realizacji strategicznych celów NATO.